# ᶞ
Cette page contient des caractères spéciaux ou non latins. S’ils s’affichent mal (▯, ?, etc.), consultez la page d’aide Unicode.
ᶞ, appelée eth en exposant, eth supérieur ou lettre modificative eth, est un ancien symbole de l’alphabet phonétique international. Il est formé de la lettre latine eth ‹ ð › mise en exposant.

## Utilisation
Dans certaines transcriptions de l’alphabet phonétique international, non standard depuis 1989, ‹ ᶞ › est utilisé après le symbole d’une consonne alvéolaire voisée pour indiquer l’articulation secondaire fricative, indiquant une affriquée en particulier avec une désocclusion dentale, par exemple la consonne affriquée dentale voisée [dᶞ], notée [dð] ou [d͡ð] avec l’alphabet phonétique international. Il a par exemple été utilisé par Sonya Bird dans la transcription du chilcotin avec [zᶞ] ou [ɫᶞ].
‹ ᶞ › est utilisé dans la transcription phonétique de l’Atlas linguistique du domaine catalan (ca) (Atles lingüístic del domini català) ; l’eth représente une consonne spirante dentale voisée et les lettres en exposant représentent des sons faiblement perceptibles.

## Représentations informatiques
La lettre modificative eth peut être représenté avec les caractères Unicode suivants (extensions phonétiques) :
| formes       | représentations | chaînes de caractères | points de code | descriptions                      | note                            |
| ------------ | --------------- | --------------------- | -------------- | --------------------------------- | ------------------------------- |
| modificative | ᶞ               | ᶞ                     | U+1D9E         | lettre modificative minuscule eth | codé pour le symbole phonétique |

## Sources
- Association phonétique internationale, Exposé des principes de l’Association phonétique internationale, Leipzig, B. G. Teubner, 1900 (JSTOR 44749210, lire en ligne)
- Sonya Bird et Sky Onosson, « A phonetic case study of Tŝilhqot’in /z/ and /zˤ/ », Journal of the International Phonetic Association, vol. 53, no 3,‎ 2023 (DOI 10.1017/S0025100322000093 )
- (en) Peter Constable, Revised Proposal to Encode Additional Phonetic Modifier Letters in the UCS, 1er février 2004 (lire en ligne)
- (en) International Phonetic Association, « Report on the 1989 Kiel Convention », Journal of the International Phonetic Association, vol. 19, no 2,‎ 1989, p. 67-80 (DOI 10.1017/S0025100300003868)
- (en) International Phonetics Association, Handbook of the International Phonetics Association : a guide to the use of the International Phonetic Alphabet, Cambridge, Cambridge University Press, 1999, 204 p. (ISBN 0-521-63751-1 et 0-521-65236-7, lire en ligne)
- (en) John Laver, Principles of phonetics, Cambridge, Cambridge University Press., coll. « Cambridge textbooks in linguistics », 1994 (lire en ligne)
- (ca) Joan Veny et Lídia Pons i Griera, « Convencions gràfiques, 4.3 Signes fonètics », dans Atles lingüístic del domini català, vol. 6 : 12 - La vida pastoral. 13 - Els animals domèstics, Institut d'Estudis Catalans, 2012 (ISBN 9788499651613, lire en ligne), chap. 4, p. 16